# 月面兎兵器ミーナ
『月面兎兵器ミーナ』（げつめんとへいき ミーナ）は、GONZO制作の日本のテレビアニメ。2007年1月13日から同年3月24日までフジテレビ・BSフジで、全11話放送された。キャラクターデザインはokamaが担当。テレビドラマ『電車男』のオープニング、ならびに劇中に登場する架空のテレビアニメを元にしたスピンオフアニメである。アニメ制作会社、キャラクター原案担当はどちらも同じであるが、それ以外のアニメーションスタッフは一新されている。ここでは、テレビアニメ版およびその派生商品について説明する。

## 概要
『電車男』の放送後、視聴者からはテレビアニメ化の問い合わせや要望が殺到した。同局では「DVD映像になるかもしれません」という回答にとどめていた。
2006年4月、フジ上層部からの製作GOサインを受けプロジェクトが本格スタート。そして2007年1月13日より遂に連続テレビアニメ『月面兎兵器ミーナ』が放送され、BSフジでも同年2月5日より放送された。なお、ミーナというタイトルを借りてはいるものの、内容、声優、デザインなどは『電車男』のそれとは大きく異なり、完全なオリジナル作品となっている。

## ストーリー
佃美奈は現役女子高生でありながら、オーディションでスポーツ番組のアナウンサーに抜擢された。アナウンサーになることが幼い頃からの夢であった美奈は、「女子高生」と「アナウンサー」の二役を拙いながらも一生懸命に頑張っていた。そんなある日、プロ野球のスーパースター二階堂選手のインタビューを担当するが、彼が宇宙人に乗っ取られている場面に出くわしてしまう。目撃した美奈は間一髪、ラビットフォースの大月ミーナに救われる。混乱する中、突如として現れた謎の赤ん坊（名無し）に月面兎兵器ミーナの一人として変身させられてしまう。
以降、佃美奈はラビットフォースの月城ミーナとして地球に訪れる犯罪宇宙人らを逮捕していく羽目になってしまう。こうして、「女子高生」「アナウンサー」「ミーナ」の三役をこなす生活が始まった。

## 登場人物

### ラビットフォース
佃美奈（つくだ みな） / 月城（つきしろ）ミーナ
声 - 井上麻里奈
本編の主人公。月島学園高等部2年生。人参もしくは（野菜ジュース等）その成分を含んだ食品を摂取し「汁実」のキーワードを唱えることで月城ミーナに変身、月面基地から射出され臀部に装着されるキャロットウェポンを駆使し様々な犯罪宇宙人に立ち向かう。主な得意技はキャロットハンマー。ちなみに人参は大の苦手。
ルナテレビの尾上プロデューサーにその資質を見出され現役女子高校生アナウンサーとしてデビューするが、更にラビットフォースの地球司令官名無しによって月城ミーナに任命され、三足の草鞋を履く多忙な生活を送る羽目に。アナウンサーとしてもラビットフォースとしても未熟だが、持ち前の前向きさと友人・先輩達の励ましで苦難を乗り越え、いつしか周囲に影響を与える存在へと成長していく。
甲州翠怜（こうしゅう すいれん） / 大月（おおつき）ミーナ
声 - 伊藤静
「スポルナ」のメインキャスター。愛称はレン姫。その美貌と理知的な物腰で視聴者および局内でも人気は高い。仕事に対する姿勢は厳しく新人の佃美奈を厳しく指導するが、彼女に若い頃の自分を重ね合わせ言葉には出さないが期待を寄せている。バイクを乗りこなす活発な一面もある。5年前、当時小学生だった美奈は彼女に憧れてアナウンサーの道を志した。
実は美奈が月城ミーナになる以前から活躍していた先輩のミーナであり、変身すると非常にラフで大雑把な性格に一変する。自分を「ボク」と呼び男言葉で話し、戦闘に没頭する余り巻き添えで周囲の物を破壊してしまう事も少なくない。しかしその豪快な性格と露出の多い大胆なコスチュームはファンも多く、全宇宙のミーナランキングでは現在1位の人気。変身野菜は黒カブ。得意技はクロカブトンファー、クロカブパンチ。
羽蝉（はぜみ）ナコル / 水無月（みなづき）ミーナ
声 - 花澤香菜
羽蝉寛治の妹で美奈の後輩。月島学園中等部1年生。学校ではチアリーディング部に所属している。得意料理はミニハンバーグ。実は寛治とは血が繋がっておらず、兄弟の枠を越えた恋愛感情に近い好意を寛治に対して抱いている。宇宙人に誘拐された寛治を救出するためミーナとして覚醒した。変身野菜はプチトマト。得意技はプチトマトボンボン、プチトマトバトン。
小鳥遊由宇（たかなし ゆう） / 玉虫（たまむし）ミーナ
声 - こじまかずこ
小学生だが天才として知られる子役女優。人前では純真な子供を装っているが、美奈の前では業界スレしたマセガキな素顔を見せる。だがミーナとしては実力と責任感を兼ね備えたラビットフォースの秘蔵っ子。変身野菜はサクランボ。得意技はチェリー・ティアドロップ。非常に毒舌で「ゲス野郎」「死ねばいいのに」等それは犯罪宇宙人に対しても容赦なく向けられる。寂しがりやな一面もある。
早苗（さなえ）つつじ / 皐月（さつき）ミーナ
声 - 中島沙樹
特ダネを求めて有名人の周囲を嗅ぎ回る関西人パパラッチ。重度の兵器マニアで特に廃棄された旧式の兵器に愛情を抱く。実はミーナの力を私用で行使したため変身能力を剥奪されたはぐれミーナ。月城ミーナの危機を救うため名無しの許しを得てラビットフォースに復帰するが、ミーナウェポンの使用は許可されていないため戦闘時にはバズーカ砲を使用し、専用の球形カメラに乗って飛行する。変身野菜はブルーベリー。ちなみにブルーベリーウェポンを装着した彼女の姿はエンディングイラストでのみ確認できる。
白姫味菜子（しらひめ みなこ） / 白鳥（しらとり）ミーナ
声 - 根谷美智子
スポルナスタッフがよく打ち上げに使用する天ぷら屋「月面」の女将。かつては先代の月城、水無月、玉虫ミーナらと共に活躍していた現役最古参のミーナ。変身野菜は白菜。
美 南葱（み なんそう） / 葉月（はづき）ミーナ
声 - 堀越知恵
天ぷら屋「月面」で働く中国人従業員。自ら汁実して戦うことは少なく、名無しの依頼で他のミーナに武器を届けるなど主に後方支援任務に就く。変身野菜は長ネギ。
ハルミナ・ゴールドバーグ / 霜月（しもつき）ミーナ
声 - 渡辺明乃
カリフォルニア出身。幼い頃に如月ミーナに助けられ、ミーナになることを志す。如月ミーナに日本で修行することを勧められ（というよりも騙され）来日し修行の日々を送っていたが、不幸続きで一度は挫折しかけるも名無しに見出され念願のミーナとなる。以後は如月ミーナを「先生如月」と慕い追い掛け回す。変身野菜はスイートコーン。
如月（きさらぎ）ミーナ
声 - 浅野まゆみ
アメリカで長年活躍しているベテランのミーナ。ラテン系の非常に軽いノリで任務を遂行する。10年前、助けた幼き日のハルミナにミーナになる方法を聞かれ、困った末「日本で忍者の修行を積め」とでまかせを言ってしまう。変身野菜はカリフラワー。
灰原水面（はいばら みなも） / 秋山（あきやま）ミーナ
声 - 能登麻美子
至る所に出没する謎のフリーター少女。その常軌を逸した有能っぷりは「伝説のフリーター」として一部の業界では語り草になっている。ミーナとしての任務をこなす傍ら、とある野望のために様々なアルバイトを続けているが、その野望を知る者は誰もいない。変身野菜は蓮根。得意技はロータスリボルバー。
西羽（にしわ）すみれ / 師走（しわす）ミーナ
声 - 川澄綾子
雑誌記者を装って美奈に近づくが、その正体はラビットフォース本部のあるミーナ星から来た異星のミーナ。ミーナ星の権力者の娘で、多数の宇宙戦艦で構成されたミーナ本隊一個中隊を保有する。査察官として、出動のたびに周囲に甚大な被害をもたらす大月ミーナを糾弾するために地球に来訪、名無しを降格させ新たな地球司令官となる。一昔前のギャル語を使いセンスが微妙に古い。出動時はテーマソングを流しながら派手に現れる。変身野菜は宇宙サツマイモ。
その真の目的は、全宇宙ミーナ人気ランキング1位の座を奪われた大月ミーナへの仕返しにあった。主要マスコミの上層部に圧力をかけ大月ネガティブキャンペーンを展開させる。
弥生（やよい）ミーナ
声 - 南央美
師走ミーナの側近で無表情な少女。師走のワガママに内心では呆れつつも忠実に命令を遂行する。変身野菜は紫キャベツ。
名無し
声 - 中田譲治
ラビットフォースの地球司令官。外見は長い耳の生えた奇妙な赤ん坊の姿で、常に空中に浮遊している。普段は月の裏側にあるラビットフォース基地で地球上の情勢を監視しているが、有事の際は各地のミーナ達の下へ瞬間移動して現れる。
電車男版の初期設定では「名無しミーナ」と呼称されていたが、TVアニメではミーナの名は削除された。

### ルナテレビ
桐生大介（きりゅう だいすけ）
声 - 東地宏樹
スポルナのコメンテーター。甘いマスクでお茶の間の人気は高い。元ラグビー選手で体力にも優れ、常軌を逸した大食漢。意外と熱血な一面もある。後輩の美奈にも優しく、美奈も彼に淡い恋愛感情を抱いているが、彼自身の本命は同僚の甲州翠怜。ラグビーの試合中に付いたものか、左眉に傷がある。
六棟（むつむね）エスカルティン
声 - 中尾衣里
ルナテレビの新人女子アナウンサー。愛称はムッチー。お嬢様口調で人当たりがよいが、人気番組のスポルナに大抜擢された美奈に内心嫉妬している。そのため美奈を追い落とすべく影で様々な策謀を張り巡らすが、いつも失敗し逆に怪我をする羽目になる。仕事に対する情熱は人一倍で決して悪い娘ではない。ルナテレビの倉庫を勝手に改装し住み着いている。巨大なアホ毛は感情に合わせて変形する。
尾上P（おのうえプロデューサー）
声 - 中田譲治
スポルナの敏腕プロデューサー。かつて甲州翠怜を育て上げ、現在は佃美奈の素質に着目し独断でスポルナに大抜擢した。彼自身も元はアナウンス部の出身で、最終話では不在の甲州、佃アナに代わり自ら番組に出演する。
加藤D（かとうディレクター）
声 - 岩田光央
スポルナの熱血ディレクター。非常に小柄でタラコ唇にかなり後退した前髪と、一際異彩を放つ容姿をしている。自分の担当するスポルナをこよなく愛し、スタッフには容赦なくはっぱをかける。仕事に遅れがちな美奈にいつもイライラしている。
AD鈴木（すずき）
声 - 天田真人
スポルナのアシスタントディレクター。加藤Dの補佐および出演者のスケジュール調整など番組の実務を担当する。にこやかで人当たりのよい性格だが、美奈や加藤Dのフォローで頭を悩ませることも多い。
香西（こうざい）アナ
声 - 根谷美智子
ルナテレビの超ベテランアナウンサーでアナウンス室のご意見番。加藤Dは密かに彼女のファンで、甲州、佃アナが不在の折には彼女にキャスターの代理を依頼することもある。
アナウンサー
声 - 能登麻美子
01、05、11話に登場。モデルとなったのは能登麻美子本人である。

### その他
羽蝉寛治（はぜみ かんち）
声 - 斎賀みつき
美奈の幼なじみで同級生。ナコルの兄。あだ名はカンチ。月島学園高校野球部のエースで将来の夢はメジャーリーグでプレイすること。普段は硬派だが実は月城ミーナの隠れファン。甲子園大会地区予選一回戦で投げた魔球「ドラゴンスパイラルX18号」がなぜか宇宙に知れ渡り（実際はただの棒球）トラブルに巻き込まれる。
吉見純一郎（よしみ じゅんいちろう）
声 - 大須賀純
美奈、寛治の同級生。美奈と月城ミーナの大ファンでファンサイトも経営しているが、両者が同一人物であることを知らない。
餅村（もちむら）トモ
声 - 徳永愛
美奈の親友のメガネっ娘。愛称はモッチン。学業と仕事の両立で忙しい美奈を陰ながら応援している。実は隠れ巨乳でかなりの大食い。
佃拓郎（つくだ たくろう）
声 - 東地宏樹
美奈の父親。老舗の佃煮屋「悠月」を営んでいる。非常に親バカで娘の美奈をいつも心配している。
佃三笠（つくだ みかさ）
声 - 皆口裕子
美奈の母親。性格はおっとりしているが夫や娘のフォローを忘れないしっかり者。
実は先代の月城ミーナ。若い頃は白鳥ミーナや先代の水無月ミーナと共に活躍していた。
二階堂剛志（にかいどう たけし）
声 - 桐井大介
ラビッツに所属するプロ野球選手。元大リーガーで「宇宙人」の異名を取る。#11では辞職願を出した桐生に代わりスポルナのコメンテーターに就任する。

### 宇宙人
ラパン星人 (#01)
声 - 桐井大介
野球好きで、身体をゼリー状にして様々な姿に変形が可能な宇宙人。元大リーガーの二階堂選手に成りすまし、更にラビッツの選手達を取り込んで巨大二階堂ロボに変形した。
ロッタ星人 (#02)
声 - 飯田浩志
プロレスが大好きな宇宙人。昭和時代の再放送を生放送と誤解し、往年の名レスラー、ダイナソアバブとヘラクレスイノチの直接対決を要求しルナテレビを占拠する。
エール星人 (#03)
声 - 堀越知恵
応援が大好きな宇宙人。高校野球の試合に透明ステルス円盤で乱入し球場を大混乱に陥れる。
リプル星人 (#04)
声 - AKIKO
スポーツトロフィー密売の常習犯。マスコットの着ぐるみに擬態しルナテレビ主催のビーチバレー大会に出場する。
ジャジール星人 (#05)
声 - 伊丸岡篤
審判好きな宇宙人。一度は逮捕されたが護送中に脱走、サッカーの審判に変装しレッドカードを乱発する。
レプレ星人 (#06)
声 - 大須賀純
フェアプレーよりもラフプレイや乱闘を好む宇宙人。骨噛み温泉の露天風呂に潜伏し、合宿に訪れたラグビー日本選抜チームを人格変換システムで洗脳、凶暴化させた。
名称不明 (EX1)
10年前のロサンゼルス郊外で開催されていた自動車レースで公道に飛び出し暴走、危険運転により如月ミーナに逮捕された宇宙人。他にも如月ミーナよって逮捕された2種の宇宙人が確認されているがいずれも名称・罪状は不明。
コネッホ星人 (#07)
声 - 天田真人
宇宙人を替え玉としてプロ野球に出場させるために某球団監督と接触した殺し屋宇宙人。取引現場を撮影したパパラッチ・早苗つつじを口封じのため命を狙う。
アブダクト星人 (#08)
声 - 飯島肇
宇宙大リーグのスカウト宇宙人。米大リーグの選手を次々と誘拐、洗脳し強制的に契約を結ばせ、投手として月島高校のエース羽蝉寛治に目をつける。
ラリィ星人 (#09)
声 - 速水奨
卓球が得意な宇宙人。ミーナ達の正体を餌に卓球の勝負を挑み、ピンポン玉に仕込んだ催眠暗示装置で皐月、玉虫、水無月、月城ミーナの4人を廃人に追い込んだ。
ミリア星人 (#10)
声 - 大須賀純
サーフィン好きな宇宙人。大津波発生装置でビッグウェーブを引き起こす。
ルチャチャ星人 (#10)
声 - 平川大輔
格闘技好きな宇宙人。気孔波や電撃を操る。格闘技世界一決定戦「バトルナキング」に乱入、桐生アナを人質に取り大月ミーナを敗北に追い込む。
アンティ星人 (EX2)
声 - 小杉十郎太
カバディを愛する宇宙人。ルナテレビ会長に変装し同TV局をカバディ専門チャンネルにしようと画策するが、秋山ミーナに阻止されTV局を破壊すべく巨大ロボット軍団を召喚する。

## 用語
星間文明不干渉条約
宇宙でも珍しい文化である地球のスポーツエンターテインメントに対し、興味本位で介入・干渉を行う宇宙人が多発したために、地球のスポーツ文化保護を目的として宇宙の各惑星間で締結された宇宙条約。
ラビットフォース
星間文明不干渉条約に基づき、地球のスポーツ界を不良宇宙人の介入から守るため結成された防衛組織。地球から数万光年の距離にあるミーナ星に本部を置き、月の裏側に秘密裏に建設されたラビットフォース基地から地球上のあらゆるスポーツ文化を監視・防衛するのが任務。その存在は全世界で広く知られている。
月面兎兵器ミーナ
宇宙人の介入行動から地球のスポーツ文化を守護する、女性ばかりで構成されたラビットフォースの警備隊員の総称。ミーナ星人またはその血を受け継ぐ女性のみが変身可能であり、女子を出産することでその能力は子供に受け継がれ、本人の能力は失われる。本編で登場した12名のミーナの他、#04でヨーロッパで任務に就くバナナのミーナが確認されている。
汁実（じゅうじつ）
ミーナ達がそれぞれに固有の変身野菜を食することで変身する現象、およびその際に唱える変身のキーワード。変身野菜に含まれる栄養分を摂取することで全身の細胞が再構成され、超人的な戦闘力を発揮できるようになる。変身後は頭部に兎耳が生え、それぞれ固有のラビットスーツが装着される。また一様に瞳が赤くなり、髪型や体型の変化する者もいる。
ミーナウェポン
月面のラビットフォース基地からミーナ達のもとへ射出される、飛行用ブースター兼多目的可変兵器。各ミーナの変身野菜に対応した形状をしており、状況に合わせて様々な兵器に変形が可能。兎型コンテナに搭載された状態で月面を縦横無尽に駆け巡る赤方偏移型重力カタパルトによって加速され地球へ向けて発射、平均時間14.7秒で地球各地のミーナの下へ到達しラビットスーツに装着される。
キャロットウェポン
月城ミーナが使用するミーナウェポン。左右一対から成る大型の人参型の形状をしており、普段は臀部の兎の尻尾に装着され飛行用のブースターとなる。本編で変形・使用された形態は以下の通り。
- キャロットハンマー：ロケット噴射の反動で回転し敵を粉砕する巨大ハンマー (#01,#03,#04)
- キャロットランチャー：銃身と弾倉の一対から成る大型マシンガン (#02)
- キャロットリボン：エール星人を捕獲・束縛した新体操型リボン (#03)
- キャロットガン：2丁1対の大型リボルバー式拳銃 (#04,#11)
- キャロットバット：野球場に乱入したジャジール星人を逮捕したバット (#05,EX2)
- キャロットサブマリンアタック：温泉に潜むレプレ星人の円盤を破壊した魚雷 (#06)
- キャロットホーミングミサイル：コネッホ星人の戦車部隊を攻撃した多弾頭追尾式ミサイル (#07)
- キャロットブースター：翼のついた高速飛行用ブースター (#08)
- キャロットドリル：師走ミーナの戦艦の装甲を突き破り侵入する際に使用した大型ドリル (#11)
- キャロットレーザー：大月ミーナのクロカブレーザーとの合体攻撃で師走艦の波動砲を粉砕した大口径レーザー砲 (#11)

ルナテレビ
臨海線ゆりかもね沿線に本社を置くテレビ局。主な番組は「スポルナ」「おめざめテレビ」「ねむルナTVショッピング」等。
その社屋ビルは社員食堂のアルバイト灰原水面（秋山ミーナ）によって密かに改造され、汎用人型運動競技ロボ「ルナジャイアント」への変形機構を有する。が現在その機能はラビットフォースにより永久封印されている。
スポルナ
ルナテレビの夕方6時00分より放送されている人気総合スポーツ番組。マスコットキャラクターは顔に三日月の模様をあしらった兎の着ぐるみ「スポルナくん」。

## スタッフ
- シリーズ原案・監修 - 鶴巻和哉
- 監督 - 川口敬一郎
- シリーズ構成 - 武上純希
- キャラクターデザイン - okama
- アニメーションキャラクターデザイン - 熊膳貴志
- プロダクトデザイン - 松本秀幸
- タイトル・グラフィックデザイン - 星美弥子
- 美術監督 - 椋本豊
- 色彩設計 - 梅崎ひろこ
- 撮影監督 - 林コージロー
- 3D監督 - 下山博嗣
- 編集 - 廣瀬清志
- 音響監督 - 本山哲
- 音楽 - 山下康介
- プロデューサー - 高瀬敦也、伊藤幸弘、山本幸治、福場一義、加藤淳
- アニメーションプロデューサー - 坂上貴彦
- アニメーション制作 - GONZO
- 制作 - 月面兎兵器ミーナ製作委員会（フジテレビ、ポニーキャニオン、GDH）

## 主題歌

### オープニングテーマ
「Lights, Camera. Action!」
作詞 - KOHEI JAPAN / 作曲 - 遠藤篤 / 編曲 - CUBISMO GRAFICO / 唄 - HALCALI
- 絵コンテ・演出 - 川口敬一郎 / 作画監督 - 熊膳貴志

### エンディングテーマ
「ビューティフル・ストーリー」
作詞・作曲 - 中田ヤスタカ / 唄 - 井上麻里奈
- 絵コンテ・イラスト - okama / 演出 - 川口敬一郎

### 挿入歌
「ラブリィ♥グローリー」（第10・11話）
作詞 - 猪爪慎一 / 作曲・編曲 - 菊池達也 / 唄 - 師走ミーナ（川澄綾子）

## 各話リスト
| 話数 | サブタイトル                 | 脚本              | 絵コンテ       | 演出         | 作画監督   |
| ---- | ---------------------------- | ----------------- | -------------- | ------------ | ---------- |
| 1    | はじめての汁実               | 武上純希          | 川口敬一郎     | 藤本ジ朗     | 久嶋浩徳   |
| 2    | プロレス大好き               | 武上純希          | こでらかつゆき | 山名隆史     | 青木美穂   |
| 3    | やくそくの魔球               | 植田浩二          | 川口敬一郎     | 瀬藤健嗣     | 加藤真人   |
| 4    | 六棟大ブレーク               | 猪爪慎一          | 曙竜倶         | 曙竜倶       | 近有希     |
| 5    | ミーナに赤札(レッドカード)？ | 猪爪慎一          | こでらかつゆき | 山岡実       | 高橋典子   |
| 6    | 露天風呂のソコ               | 武上純希          | 友永和秀       | 友永和秀     | 古俣太一   |
| EX1  | 麗しのハルミナ               | 武上純希 植田浩二 | 友永和秀       | 池畠ヒロシ   | 古俣太一   |
| 7    | 翠怜先輩の不倫               | 武上純希          | 川口敬一郎     | 藤本ジ朗     | 高橋典子   |
| 8    | 不機嫌なナコル               | 武上純希          | こでらかつゆき | 山名隆史     | 青木美穂   |
| 9    | 高度千粁(キロメートル)の死闘 | 猪爪慎一          | 川口敬一郎     | 瀬藤健嗣     | 秋山由樹子 |
| 10   | 宇宙から来たヨ               | 猪爪慎一          | 川口敬一郎     | 平井義通     | 近有希     |
| 11   | 最終(ラスト)アナウンス       | 武上純希          | 川口敬一郎     | 川畑えるきん | 熊膳貴志   |
| EX2  | 秋山ミーナ伝説               | 猪爪慎一          | 瀬藤健嗣       | 瀬藤健嗣     | 秋山由樹子 |

## 放送局
| 放送地域   | 放送局     | 放送期間                | 放送日時          | 備考                    |
| ---------- | ---------- | ----------------------- | ----------------- | ----------------------- |
| 関東広域圏 | フジテレビ | 2007年1月13日 - 3月24日 | 土曜25:45 - 26:15 | 「DO!深夜」枠内での放送 |
| 日本全域   | BSフジ     | 2007年2月5日 - 4月16日  | 月曜24:30 - 24:55 |                         |

## 制作
ルナテレビはフジテレビをモデルとしており、劇中番組の「スポルナ」が「すぽると!」というスポーツニュース番組をモチーフにしているのをはじめ、さまざまなフジテレビで実際に放送されているテレビ番組やイベント（お台場冒険王等）を題材としている。また、本作を手がけた川口監督の以後の作品に、小ネタとして本作のキャラクターが登場することがある。『もえたん』には六棟エスカルティンがTVキャスターとして、『ハヤテのごとく!』には佃美奈がTVレポーター役で出演しており、声優もオリジナルと同様である。

### キャスティング
メインキャラクターである佃美奈/月城ミーナ役の井上麻里奈は、ニュースサイト「電撃オンライン」とのインタビューの中で、当初は別のキャラクターを演じたいと考えていたものの、オーディションの2日前ほど前に打診を受け、正反対な性格である月城ミーナ役に自分が選ばれることはないだろうと思って受けたらその日のうちに合格通知を受けたと明かしている。
井上はオーディションに際しては、精一杯かわいくハイテンションなところを出そうと頑張ったと話す一方、難しい早口言葉もあったという。また、収録が（高い声の出しにくい）朝から行われたため、アフレコ期間中は体調管理に気を付けたとも話している。

## Webラジオ
月面兎兵器ミーナ スポルナ情報局 麻里奈と衣里の『聞いて、み〜な!?』|月面兎兵器ミーナ スポルナ情報局 麻里奈と衣里のもうちょっと『聞いて、み〜な!?』
音泉にて2006年12月18日より配信のインターネットラジオ番組。司会は、月城ミーナ役の井上麻里奈と六棟エスカルティン役の中尾衣里。
2006年12月18日 - 2007年8月27日、毎週月曜日配信。通算第27回放送（2007年6月25日）より、番組タイトルを月面兎兵器ミーナ スポルナ情報局 麻里奈と衣里のもうちょっと『聞いて、み〜な!?』と変えてリニューアルした。
それに伴い音泉では通算第27回=リニューアル第1回とし、それ以降回数表記はリニューアル第x回としている（画像での回数表記は通算回数のまま）。本項では、回数を取り上げる際には、特に明記しない限り、通算回数で表記する。第35回放送にてゲストの岩田光央から次回で打ち切りの宣告を受けた。

### コーナー
ふつおたのコーナー
普通のお便りを読むコーナー
うめたてルナフェスタ
さまざまな挑戦をするコーナー
ねむルナ ラジオショッピング
中尾衣里がさまざまなシチュエーションで商品を紹介するコーナー
ミーナ思い出ベスト3（第36回のみ）

### 終了したコーナー
月面でカミングアウト!：自分の秘密を打ち明けるコーナー
アナタの兎の耳!
巷の噂話や都市伝説を披露するコーナー
週刊・スポルナニュース
番組に送られてきたいわゆるふつおたメールを実在のアナウンサーの調子で紹介をする。
新人アナ養成・兎の穴
リスナーからのメールの指令によりさまざまな挑戦をする。

### ゲスト
- 第10回（2007年02月26日配信）花澤香菜（羽蝉ナコル / 水無月ミーナ 役）
- 第16回（2007年04月09日配信）こじまかずこ（小鳥遊由宇 / 玉虫ミーナ 役）
- 第21回（2007年05月14日配信) 伊藤静（甲州翠怜 / 大月ミーナ 役）
- 第23回（2007年05月28日配信）川澄綾子（西羽すみれ / 師走ミーナ 役）・能登麻美子（灰原水面 / 秋山ミーナ 役）
- 第31回（2007年07月23日配信）伊瀬茉莉也（月影兎萌 / 月影ミーナ 役）
- 第35回（2007年08月20日配信）岩田光央（加藤D 役）

### 関連グッズ

#### ラジオCD
1. 月面兎兵器ミーナ スポルナ情報局 麻里奈と衣里の『聞いて、み〜な!?』Vol.1（2007年5月30日発売、発売元：ソニー・ミュージックディストリビューション、販売元タブリエ・コミュニケーションズ）

【DISC-1】特別編集版ラジオ(新規とりおろし）
【DISC-2】月面兎兵器ミーナ スポルナ情報局 麻里奈と衣里の『聞いて、み〜な!?』第1回から第13回までのMP3データ
一部ラジオCD版にアレンジ
1. 月面兎兵器ミーナ スポルナ情報局 麻里奈と衣里の『聞いて、み〜な!?』Vol.2（2007年9月26日発売予定、発売元：ソニー・ミュージックディストリビューション、販売元タブリエ・コミュニケーションズ）

【DISC-1】特別編集版ラジオ(新規とりおろし）
【DISC-2】月面兎兵器ミーナ スポルナ情報局 麻里奈と衣里の『聞いて、み〜な!?』第14回から第26回までのMP3データ
一部ラジオCD版にアレンジ

## 漫画
『月刊電撃コミックガオ!』（メディアワークス）2007年2月号から2008年4月号まで連載。作画・ナイロン。全2巻。

## CD
- 月面兎兵器ミーナ キャラクターコレクション1（2007年03月07日発売、以下販売元：ソニー・ミュージックディストリビューション）
- 月面兎兵器ミーナ キャラクターコレクション2（2007年03月21日発売）
- 月面兎兵器ミーナ キャラクターコレクション3（2007年04月04日発売）
- 月面兎兵器ミーナ キャラクターコレクション4（2007年05月02日発売）
- 月面兎兵器ミーナ キャラクターコレクション5（2007年06月06日発売）
- 月面兎兵器ミーナ チップチューンコレクション（2007年07月04日発売）

## ゲーム

### 携帯電話向けゲーム
- コナミネットDXで、FOMA900iシリーズ向けにアドベンチャーゲームが配信されている。
- WorkJamより、SoftBank 3G向けにアドベンチャーゲームが配信されている。
- ぷるるん★美少女で、リバーシゲームが配信されている。
- ゲーモバで、SoftBank 3G向けにアクションゲームが配信されている。

### PlayStation 2用ゲーム
アイディアファクトリーからPlayStation 2用ゲーム『月面兎兵器ミーナ -ふたつのPROJECT M-』が開発され、2007年7月26日に発売された。
井上は久しぶりの演技ではあるものの、キャラクターがしっかり固まっていたため、スムーズに収録が進み、テンションが高く表情も豊かなので、文字だけも表情が浮かんできて自然に楽しく演じられたと振り返っている。

#### 「-ふたつのPROJECT M-」オリジナル登場人物
月影博士（プレイヤーキャラクター）
年下の従兄弟である兎萌・香具耶姉妹を養育しており、2人から「お父さん」と呼ばれている。ある研究所の所長に迎えられて人工的に「ミーナ」を作る研究に参加することになる。
月影兎萌（ともえ）/ 月影ミーナ
声 - 伊瀬茉莉也
父親代わりである月影博士のために人工的に「ミーナ」を作る研究の被験体となり、月影ミーナとなる。柔道有段者。
月影香具耶（かぐや） / ？
声 - 井口裕香
兎萌の双子の妹。姉とは違い、家庭的な文学少女。大好きな博士や姉の研究の手助けをしたいと思っている。

## 商品展開
アニメ化企画に先駆け、2005年秋頃から実際に本作のキャラクター商品が多数発売された。

## コラボレーション
オンラインRPGトリックスター（旧：トリックスター+）とのコラボレーションとして、2007年1月23日 - 3月27日まで月城ミーナ、同年3月6日 - 5月8日まで大月ミーナのペットおよび関連装備がマイショップアイテムで登場した。また、上記アイテムを購入したユーザーに抽選で非売品ポスターのプレゼントも行われた。

## パチスロ
- 月面兎兵器ミーナ（2010年、スパイキー）
月面兎兵器ミーナ 激J-SLOTとしてパチスロアプリが2012年にリリース。